# 小柄斑天竺鯛
小柄斑天竺鯛，為輻鰭魚綱鈎頭魚目天竺鯛科天竺鯛屬的其中一個種。

## 分布
本魚分布於西印度洋區的阿曼海域。

## 深度
水深18至55公尺。

## 特徵
本魚體延長而側扁，眼大，口大略下位。體呈淡紅色，體被大櫛鱗且每個鱗片具暗色邊緣，各鰭前緣為褐色，尾鰭略凹，背鰭硬棘8枚；背鰭軟條9枚；臀鰭硬棘2枚；臀鰭軟條8枚，體長可達14公分。

## 生態
本魚棲息於岩石底部，白天躲藏於岩洞中，夜間出來覓食，屬肉食性，以小型底棲甲殼類為食。繁殖期時，雄魚具有口孵習性，卵約7日化成仔魚，由雄魚吐出，具短暫的仔魚飄浮期。

## 經濟利用
不具經濟價值。